# Cloudflare
Cloudflare is een Amerikaans bedrijf dat voorziet in internetdiensten voor websites. Het bedrijf werd opgericht in 2009 en het hoofdkantoor is gevestigd in San Francisco.
Het bedrijf richt zich op infrastructuur en beveiliging voor websites, het tegengaan van DDoS-aanvallen en DNS-voorzieningen.

## Geschiedenis
Cloudflare werd in 2009 opgericht door Matthew Prince, Lee Holloway en Michelle Zatlyn. De techniek van zijn webdienst fungeert als een reverse proxy. Op 13 september 2019 ging het bedrijf naar de Amerikaanse beurs (New York Stock Exchange).
In februari 2014 had Cloudflare te maken met een van de grootste DDoS-aanvallen ooit; ruim 400 Gigabits per seconde werden op het netwerk tegengehouden. Ook in november van dat jaar ging het om een aanval op diverse websites in Hongkong met een totaal van 500 Gbit/s, toentertijd de grootste DDoS-aanval ooit gemeten. Als gevolg hiervan startte het bedrijf Project Galileo, waarbij bepaalde groepen, zoals artiesten, activisten en journalisten, hun websites kosteloos konden beschermen tegen dergelijke aanvallen.
Op 2 juli 2019 had Cloudflare te maken met een grootschalige storing waarbij ruim 12 miljoen websites een half uur onbereikbaar waren. Een tweede grote storing vond ook plaats op 17 juli 2020.